# Малі Ямаші
Ма́лі Яма́ші (рос. Малые Ямаши, чув. Кĕçĕн Ямаш) — присілок у Чувашії Російської Федерації, у складі Старотіньгеського сільського поселення Ядринського району.
Населення — 76 осіб (2010; 91 в 2002, 158 в 1979, 281 в 1939, 261 в 1926, 211 в 1907, 245 в 1858). Національний склад — чуваші та росіяни.

## Історія
Історична назва — Ямашева Мала, Мале Ямашево. Засновано 19 століття як околоток села Велике Ямашево. До 1866 року селяни мали статус державних, займались землеробством, тваринництвом. 19 століття діяв вітряк. 1930 року утворено колгосп «Ямаш» (з 1931 року — «Більшовик»). До 1927 року присілок входив до складу Шуматовської волості Ядринського повіту, з переходом на райони 1927 року — спочатку у складі Аліковського, у період 1939–1956 років — у складі Совєтського, після чого передано до складу Ядринського району.